# (115485) 2003 UR19
115485 (2003 UR19) es un asteroide descubierto el 22 de octubre de 2003 por James Whitney Young desde el Table Mountain Observatory cerca de Wrightwood, California.